# Древняя озёрная котловина у села Орешки
Древняя озёрная котловина у села Орешки — государственный природный заказник (комплексный) регионального (областного) значения Московской области, целью которого является сохранение ненарушенных природных комплексов, их компонентов в естественном состоянии; восстановление естественного состояния нарушенных природных комплексов, поддержание экологического баланса. Заказник предназначен для:
- сохранения и восстановления природных комплексов;
- сохранения местообитаний редких видов растений, лишайников и животных;
- ведения мониторинга видов растений, лишайников и животных, занесённых в Красную книгу Московской области;
- выполнения научно-исследовательских работ по изучению объектов особой охраны заказника.

Заказник основан в 1977 году. Местонахождение: Московская область, Рузский городской округ, около 2,8 км к юго-западу от деревни Паново; около 3,8 км к северо-востоку от деревни Старая Руза. Площадь заказника составляет 152,97 га. Территория заказника включает часть кварталов 19, 23 Чепелевского участкового лесничества Звенигородского лесничества.

## Описание
Заказник располагается в пределах южного макросклона Смоленско-Московской возвышенности в зоне распространения моренно-водно-ледниковых, волнистых, влажных и сырых равнин. Абсолютные высоты заказника изменяются от 210 до 215 м над уровнем моря.
Кровля дочетвертичных пород на территории заказника представлена слюдистыми черными глинами оксфордского яруса и глинами с прослоями песков волжского яруса юрского периода. Территория заказника включает древнеозерную котловину Богаевского болота и её ближайшее окружение в бассейне реки Яковлевки, которая сформировалась в пределах межгрядовых понижений и занята болотом, сложенным торфом с прослоями супесей и суглинков, которые подстилаются глинами с прослоями песков озерно-болотного генезиса. С севера, юга и востока к болоту примыкают террасовидные озерно-ледниковые и водно-ледниковые аккумулятивно-абразионные пологонаклонные и пологоволнистые, холмистые поверхности. С запада к древнеозерной котловине Богаевского болота примыкают пологие склоны и склоны средней крутизны выпукло-вогнутой формы эрозионного генезиса. Склоны сформированы при массовом смещении склонового чехла (крип) по типу дефлюкции. В пределы заказника входят части нескольких эрозионных и эрозионно-суффозионных ложбин. Ложбины имеют V-образный и трапециевидный поперечный профиль, их относительная глубина достигает нескольких метров. Сток по двум ложбинам в восточной части заказника и по одной — в северо-западной части — направлен в Богаевское болото. По ложбине, отходящей от южной оконечности котловины, сток осуществляется из болота, к ложбине приурочены истоки реки Яковлевка.
Гидрографическая сеть территории относится к бассейну реки Москвы. Болото заказника относится к переходному типу (с участками верховых). К нему приурочены истоки реки Яковлевки, протекающей в южном направлении.
В составе почвенного покрова заказника наибольшие площади занимают торфяные олиготрофные и торфяные эутрофные почвы, представленные на Богаевском болоте. Почвенный покров прилегающих склонов представлен дерново-подзолистыми и дерново-подзолисто-глеевыми почвами. Для подножий склонов на контактах с болотом характерны пятнистости дерново-подзолисто-глеевых и торфяно-подзолисто-глеевых почв. В днищах ложбин местами представлены гумусово-глеевые почвы.

### Флора и растительность
На территории заказника имеется переходное болото с участками верхового, окруженное субнеморальными и смешанными лесами с участками сырых и заболоченных еловых, березово-еловых и березовых.
В составе смешанных лесов заказника участвуют ель, липа, дуб, клён платановидный, осина и береза.
Волосистоосоковые липово-еловые и их производные осиново-березово-еловые с липой во втором ярусе леса развиты на более дренированных участках склонов и водоразделов. В подросте, кроме ели и липы, участвует осина. Лещина не образует в этих лесах густого полога, кроме неё встречаются калина, бересклет бородавчатый, местами — волчеягодник обыкновенный, или волчье лыко (редкий и уязвимый вид, не включенный в Красную книгу Московской области, но нуждающийся на территории области в постоянном контроле и наблюдении). Кроме осоки волосистой, в этих лесах обычны: медуница неясная, копытень европейский, звездчатка жестколистная, щитовники мужской, картузианский и распростёртый, ландыш майский, зеленчук жёлтый, чина весенняя, ветреница дубравная (занесена в Красную книгу Московской области), голокучник Линнея, кострец Беннекена, горошек лесной, кислица обыкновенная. Местами встречаются занесенные в Красную книгу Московской области виды: шалфей клейкий и подлесник европейский. В тенистых лесах растет гнездовка настоящая, в сыроватых на богатой почве и по опушкам — колокольчик крапиволистный, а по опушкам — колокольчик широколистный, тайник яйцевидный, пальчатокоренник Фукса и купальница европейская (все шесть видов — редкие и уязвимые виды, не включенные в Красную книгу Московской области, но нуждающиеся на территории области в постоянном контроле и наблюдении). На почве растут нежные зеленые мхи: атрих удлиненный, родобриум розочковый, виды плагиомниумов.
Зеленчуковые елово-березовые с клёном платановидным и дубом леса развиты в более влажных местообитаниях. Здесь присутствуют, кроме лещины и калины, жимолость лесная, крушина ломкая. В травяном покрове доминируют виды широкотравья (зеленчук жёлтый, сныть, пролесник многолетний, копытень европейский), много папоротников (щитовники мужской, картузианский, голокучник Линнея), встречаются осока лесная, осока пальчатая, овсяница гигантская, живучка ползучая, скерда болотная, кислица и хвощ луговой, обильна ветреница дубравная.
Среди естественных лесов встречаются посадки ели разного возраста, они довольно сомкнуты, поэтому под их пологом почти нет кустарников. В травяном ярусе лесокультур ели по краям Богаевского болота встречаются виды дубравного широкотравья, папоротники, обильна живучка ползучая, местами здесь встречаются группы молодых лип, отросших от пней после рубок. Есть поврежденные короедом-типографом ельники с частично выпавшим древостоем.
Участки еловых, дубово-еловых, березовых с елью, березово-осиновых и березовых сырых и заболоченных мшистых лесов встречаются в пределах заказника по окраинам Богаевского болота.
По окраинам болот встречаются также субнеморальные и таёжные березово-еловые хвощево-чернично-зеленомошные и чернично-вейниково-зеленомошные леса, иногда с участием высоких старых сосен. В них много таёжных видов: кислица, черника, майник двулистный, ожика волосистая, седмичник европейский, грушанка круглолистная, плаун булавовидный (редкий и уязвимый вид, не включённый в Красную книгу Московской области, но нуждающийся на территории области в постоянном контроле и наблюдении) и годичный. Характерны также марьянник дубравный, ландыш майский, местами обилен орляк. Кроме таёжных видов, здесь часто встречаются виды дубравного широкотравья — копытень, звездчатка жестколистная, ветреница дубравная, сныть и зеленчук. Развит покров из зелёных таёжных и дубравных мхов.
В западинах и понижениях эти леса сменяются елово-березовыми и березово-еловыми с участием сосны и подростом ели крушиновыми долгомошно-сфагновыми с вербейником обыкновенным, вейником сероватым, осоками пузырчатой, сероватой и острой, ситником нитевидным, сабельником болотным, черникой и пятнами тростника. На ветвях елей, растущих по опушке рядом с болотом, растут редкие лишайники — уснея густобородая (нитчатая), или густобородая (вид, занесённый в Красную книгу Московской области), и бриория, а на стволах ивы козьей отмечается рамалина мучнистая (вид, занесённый в Красную книгу Московской области).
По опушкам, просекам и обочинам дорог обилен колокольчик крапиволистный, реже встречается колокольчик персиколистный (оба — редкие и уязвимые виды, не включенные в Красную книгу Московской области, но нуждающиеся на территории области в постоянном контроле и наблюдении).
Крупная поляна влажнотравно-разнотравно-злаковая с зарослями крапивы двудомной, таволги вязолистной расположена среди леса рядом с болотом на пологом склоне. В составе травостоя участвуют ежа сборная, овсяница луговая, сивец луговой, герань болотная, валериана лекарственная, зверобой пятнистый, дудник лесной, буквица лекарственная, изредка — синюха голубая и любка двулистная (обе — редкие и уязвимые виды, не включенные в Красную книгу Московской области, но нуждающиеся на территории области в постоянном контроле и наблюдении).
Переходное болото Богаевское с участками верхового в центральной части окружено зарослями кустарниковых ив, в основном ивы пепельной, и молодых невысоких берез с вейником сероватым, осоками острой и пузырчатой или тростником южным. Они сменяются осоково-сфагновыми сообществами с осоками вздутой и волосистоплодной, сабельником болотным, вербейником обыкновенным, вейником сероватым, вахтой трехлистной, кизляком кистецветным, тиселинумом болотным, осокой топяной. Изредка встречается пальчатокоренник мясо-красный (редкий и уязвимый вид, не включенный в Красную книгу Московской области, но нуждающийся на территории области в постоянном контроле и наблюдении) и пушица многоколосковая. Значительные пространства заняты на этом болоте сообществами с доминированием осоки волосистоплодной и вздутой, а также сфагновых мхов. В этой части болота также растут молодые березы, есть подрост сосны и ели. На стволах и ветвях сосен, берез и елей обильны лишайники: эверния, гипогимния и уснея жестковолосатая (занесена в Красную книгу Московской области).
Центральная часть болота занята верховым безлесным болотом с пушицей и кустарничками, среди которых преобладает клюква болотная и мирт болотный, встречаются черника, голубика и подбел многолистный.

### Фауна
Видовой состав фауны позвоночных животных заказника типичен для хвойных и смешанных лесов западной части Московской области и открытых переходных болот центра европейской России; он относительно богат, несмотря на небольшую площадь заказника.
На территории отмечено обитание 69 видов наземных позвоночных животных, из них четыре вида земноводных, один вид пресмыкающихся, 51 вид птиц и 13 видов млекопитающих.
Основу фаунистического комплекса наземных позвоночных животных составляют виды, характерные для лесной зоны средней полосы европейской России.
В пределах заказника можно выделить три основных зоокомплекса (зооформации): лесную зооформацию, зооформацию околоводных и водных местообитаний и зооформацию экотонных опушечных местообитаний.
Виды лесной зооформации обитают в расположенных на территории заказника участках елово-широколиственного леса с примесью мелколиственных пород и участков чистого, относительно молодого ельника. Из млекопитающих здесь типичны обыкновенный крот, обыкновенная бурозубка, лесная куница, горностай, ласка, обыкновенная лисица, заяц-беляк, обыкновенная белка, рыжая полевка, малая лесная мышь, кабан, косуля, лось. Из птиц — тетеревятник, перепелятник, глухарь (редкий и уязвимый вид, не включенный в Красную книгу Московской области, но нуждающийся на территории области в постоянном контроле и наблюдении), тетерев (редкий и уязвимый вид), рябчик, вальдшнеп, обыкновенная кукушка, желна, большой пестрый дятел, иволга, ворон, сойка, кедровка (вид, занесенный в Красную книгу Московской области), крапивник, пеночка-весничка, пеночка-теньковка, пеночка-трещотка, пересмешка, славка-черноголовка, желтоголовый королек, мухоловка-пеструшка, серая мухоловка, зарянка, чёрный дрозд, певчий дрозд, белобровик, длиннохвостая синица, пухляк, московка, большая синица, обыкновенная лазоревка, обыкновенный поползень, обыкновенная пищуха, зяблик, чиж, обыкновенный снегирь. Из земноводных встречается серая жаба, из редких видов беспозвоночных — слизень черно-синий (вид, занесенный в Красную книгу Московской области).
Околоводные биотопы на территории заказника представлены обширным переходным (с участками низинного и верхового) Богаевским болотом и небольшими участками переходного болота южнее его в квартале 23 Чепелевского участкового лесничества Звенигородского лесничества. Из млекопитающих сюда из леса заходят лось и обыкновенная лисица, из птиц отмечается серый журавль (вид, занесенный в Красную книгу Московской области), черныш, бекас, белая трясогузка, речной сверчок, болотная камышевка, камышовая овсянка; периодически отмечаются также глухарь и тетерев, вылетающие из леса на болото кормиться ягодами. Из земноводных встречается прудовая лягушка.
Опушечные биотопы представлены краем леса вдоль Богаевского болота и небольшими лесными полянами с высокотравьем. Здесь встречаются канюк, лесной конек, сорока, жулан, рябинник, черноголовый щегол, коноплянка, обыкновенная овсянка, а из пресмыкающихся — живородящая ящерица. Из редких беспозвоночных обитает бабочка тополевый ленточник (редкий и уязвимый вид, не включенный в Красную книгу Московской области, но нуждающийся на территории области в постоянном контроле и наблюдении).
Во всех природных сообществах заказника обычны травяная и остромордая лягушки.

## Объекты особой охраны заказника
Охраняемый природный комплекс: древнеозерная котловина с переходным болотом.
Охраняемые экосистемы: березово-еловые, осиново-еловые субнеморальные и елово-широколиственные с липой, дубом и кленом лещиновые кислично-широкотравно-папоротниковые и папоротниково-широкотравные леса; елово-березовые и березово-еловые с участием сосны крушиновые долгомошно-сфагновые; березово-еловые леса хвощево-чернично-зеленомошные и чернично-вейниково-зеленомошные; березово-осиновые и березовые сырые и заболоченные мшистые леса; неосушенные верховые и переходные болота.
Места произрастания и обитания охраняемых в Московской области, а также иных редких и уязвимых видов растений, лишайников и животных, зафиксированных на территории заказника, а также глухаря и тетерева.
Охраняемые в Московской области, а также иные редкие и уязвимые виды растений:
- виды, занесенные в Красную книгу Московской области: подлесник европейский, ветреница дубравная, шалфей клейкий;
- виды, являющиеся редкими и уязвимыми таксонами, не включенными в Красную книгу Московской области, но нуждающимися на территории области в постоянном контроле и наблюдении: пальчатокоренник Фукса, пальчатокоренник мясо-красный, гнездовка настоящая, тайник яйцевидный, любка двулистная, купальница европейская, волчеягодник обыкновенный, или волчье лыко, плаун булавовидный, колокольчик широколистный, колокольчик персиколистный, колокольчик крапиволистный, синюха голубая.

Виды лишайников, занесенные в Красную книгу Московской области: уснея густобородая (нитчатая), или густобородая, уснея жестковолосатая, рамалина мучнистая.
Охраняемые в Московской области, а также иные редкие и уязвимые виды животных:
- виды, занесенные в Красную книгу Московской области: серый журавль, кедровка, слизень черно-синий;
- виды, являющиеся редкими и уязвимыми таксонами, не включенными в Красную книгу Московской области, но нуждающимися на территории области в постоянном контроле и наблюдении: бабочка тополевый ленточник.